# Santa Terezinha (Lupércio)
Santa Terezinha é um distrito do município brasileiro de Lupércio, no interior do estado de São Paulo.

## História

### Origem
O patrimônio de Santa Terezinha, que deu origem ao distrito, foi fundado em território do distrito de Lupércio, no município de Garça, até que no ano de 1954 Lupércio se emancipou e foi elevado à município, com Santa Terezinha passando a pertencer a esse município.

### Toponímia
O distrito de Santa Terezinha tem seu nome em homenagem a Marie Françoise Thérèse Martin (1873-1897), também conhecida como Santa Teresinha do Menino Jesus e da Santa Face, que nasceu no dia 2 de janeiro de 1873 e morreu aos 24 anos de idade, no dia 30 de setembro de 1897. Comemora-se o dia de Santa Terezinha no dia 1º de outubro.

### Formação administrativa
- Por lei de 10/01/2003 é criado o distrito de Santa Terezinha no município de Lupércio[4].

### Pedido de emancipação
O distrito tentou a emancipação político-administrativa e ser elevado à município, através de processo que deu entrada na Assembléia Legislativa do Estado de São Paulo no ano de 2003, mas o processo encontra-se com a tramitação suspensa.

## Geografia

### Demografia

#### População urbana
| Crescimento população urbana | Crescimento população urbana | Crescimento população urbana | Crescimento população urbana |
| Censo                        | Pop.                         |                              | %±                           |
| ---------------------------- | ---------------------------- | ---------------------------- | ---------------------------- |
| 1980                         | 572                          |                              | —                            |
| 1991                         | 907                          |                              | 58,6%                        |
| 2000                         | 1 221                        |                              | 34,6%                        |
| 2010                         | 1 452                        |                              | 18,9%                        |
| Fonte: IBGE e Fundação SEADE |                              |                              |                              |

#### População total
Pelo Censo 2010 (IBGE) a população total do distrito era de 1 558 habitantes.

### Área territorial
A área territorial do distrito é de 42,828 km².

### Rodovias
O principal acesso ao distrito é a Rodovia SP-331, a aproximadamente 10 km da Rodovia Transbrasiliana (BR-153).

### Hidrografia
Situa-se a poucos quilômetros ao sul do Rio do Peixe (afluente do rio Paraná).

## Serviços públicos

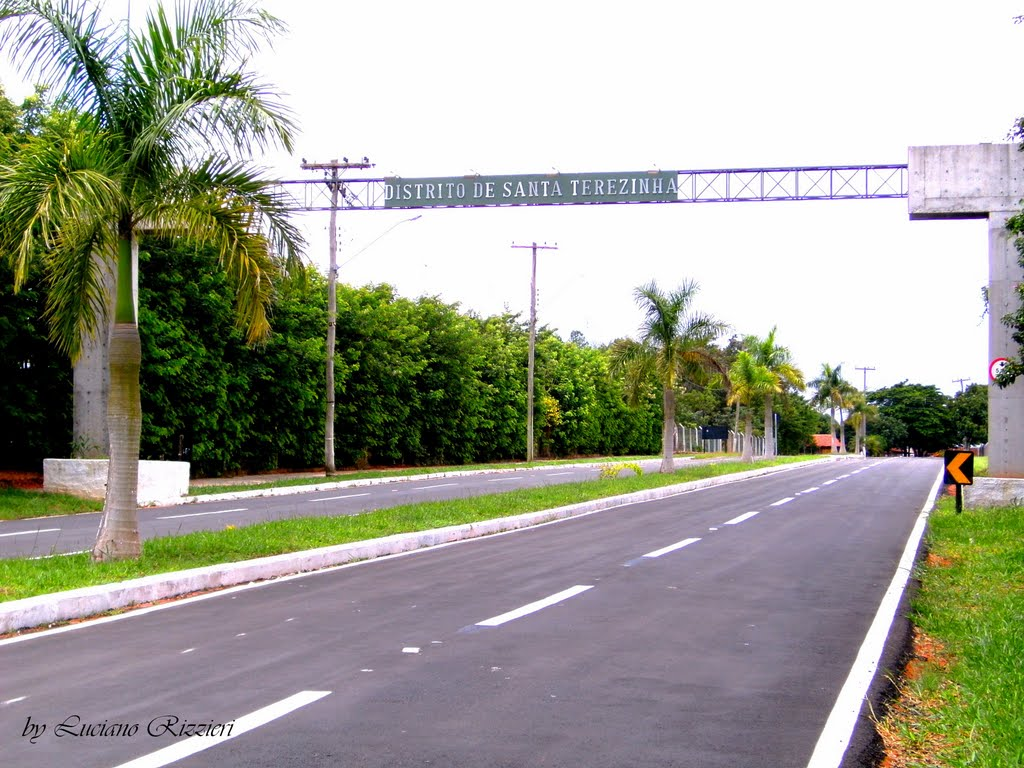
Entrada do distrito.

### Registro civil
Feito na sede do município, pois o distrito não possui Cartório de Registro Civil das Pessoas Naturais.

### Saneamento
Na área de saneamento básico o distrito é atendido pela Companhia de Saneamento Básico do Estado de São Paulo (SABESP).
- Sistema de abastecimento: Distrito de Santa Terezinha
- Processo de tratamento: Desinfecção e Fluoretação
- Manancial: Poço P1
- Local(is) abastecido(s): Distrito de Santa Terezinha[12]

O distrito possui a totalidade do seu esgoto tratado.

### Energia
A responsável pelo abastecimento de energia elétrica é a CPFL Paulista, distribuidora do grupo CPFL Energia.

### Telecomunicações
O distrito era atendido pela Telecomunicações de São Paulo (TELESP) através da central telefônica de Lupércio. Em 1998 esta empresa foi vendida para a Telefônica, que em 2012 adotou a marca Vivo para suas operações.

## Atividades econômicas
Possui um comércio atrativo e variado. Próximo ao distrito encontra-se a Fazenda Santa Esméria, que no passado empregou um número grande de trabalhadores em seu extenso cafezal, e mais tarde nos seringais e plantações de laranja além do café.
Santa Terezinha era muito movimentada nos tempos da colheita do café, principalmente quando vinham muitos paranaenses para a colheita, e sua proximidade com essa fazenda, além das fazendas Torrão de Ouro (Alvinlândia) e Paraíso (Gália e Garça) movimentavam muito o distrito.

## Religião
O Cristianismo se faz presente no distrito da seguinte forma:

### Igreja Católica
- A igreja faz parte da Diocese de Ourinhos[17].

### Igrejas Evangélicas
- Assembleia de Deus - O distrito possui uma congregação da Assembleia de Deus Ministério do Belém, vinculada ao Campo de Marília. Por essa igreja, através de um início simples, mas sob a benção de Deus, a mensagem pentecostal chegou ao Brasil. Esta mensagem originada nos céus alcançou milhares de pessoas em todo o país, fazendo da Assembleia de Deus a maior igreja evangélica do Brasil[18][19].
- Congregação Cristã no Brasil[20].